# Ismael Tajouri-Shradi
Ismael Tajouri-Shradi (Bern, 1994. március 28. –) líbiai válogatott labdarúgó, a ciprusi Omónia Nicosia csatárja.

## Pályafutása

### Klubcsapatokban
Tajouri-Shradi a svájci fővárosban, Bernben született.
2011-ben debütált az osztrák Austria Wien tartalék, majd 2013-ban az első osztályban szereplő felnőtt keretében. 2014 és 2016 között a Rheindorf Altach csapatát erősítette kölcsönben. 2018-ban az észak-amerikai első osztályban érdekelt New York City szerződtette. Először a 2018. március 5-ei, Sporting Kansas City ellen 2–0-ra megnyert mérkőzés 69. percében, Jesús Medina cseréjeként lépett pályára. Első gólját 2018. március 17-én, az Orlando City ellen hazai pályán 2–0-ás döntetlennel zárult találkozón szerezte meg. 2021-ben a Charlotte, majd a Los Angeles csapatához igazolt. 2022. március 12-én, az Inter Miami ellen idegenben 2–0-ra megnyert bajnokin debütált és egyben meg is szerezte első gólját a klub színeiben. 2022. augusztus 4-én féléves szerződést kötött a New England Revolution együttesével. 2023. január 4-én a ciprusi Omónia Nicosiához írt alá.

### A válogatottban
Tajouri-Shradi az U20-as korosztályú válogatottban is képviselte Líbiát.
2018-ban debütált a felnőtt válogatottban. Először a 2018. szeptember 8-ai, Dél-Afrikai Köztársaság ellen 0–0-ás döntetlennel zárult Afrikai Nemzetek Kupája-selejtezőn lépett pályára.

## Statisztikák
2023. március 5. szerint
| Klub                          | Szezon   | Osztály                | Bajnokság | Bajnokság | Kupa  | Kupa | Nemzetközi | Nemzetközi | Összesen | Összesen |
| Klub                          | Szezon   | Osztály                | Meccs     | Gól       | Meccs | Gól  | Meccs      | Gól        | Meccs    | Gól      |
| ----------------------------- | -------- | ---------------------- | --------- | --------- | ----- | ---- | ---------- | ---------- | -------- | -------- |
| Rheindorf Altach (kölcsönben) | 2013–14  | 2. Liga                | 15        | 4         | 0     | 0    | —          | —          | 15       | 4        |
| Rheindorf Altach (kölcsönben) | 2014–15  | Osztrák Bundesliga     | 28        | 4         | 2     | 1    | —          | —          | 30       | 5        |
| Rheindorf Altach (kölcsönben) | 2015–16  | Osztrák Bundesliga     | 19        | 1         | 0     | 0    | —          | —          | 19       | 1        |
| Rheindorf Altach (kölcsönben) | Összesen | Összesen               | 62        | 9         | 2     | 1    | 0          | 0          | 64       | 10       |
| Austria Wien                  | 2016–17  | Osztrák Bundesliga     | 32        | 8         | 4     | 2    | 10         | 0          | 46       | 10       |
| Austria Wien                  | 2017–18  | Osztrák Bundesliga     | 17        | 0         | 1     | 0    | 9          | 1          | 27       | 1        |
| Austria Wien                  | Összesen | Összesen               | 49        | 8         | 5     | 2    | 19         | 1          | 73       | 11       |
| New York City                 | 2018     | MLS                    | 30        | 12        | 0     | 0    | —          | —          | 30       | 12       |
| New York City                 | 2019     | MLS                    | 20        | 6         | 2     | 1    | —          | —          | 22       | 7        |
| New York City                 | 2020     | MLS                    | 17        | 3         | 0     | 0    | 3          | 0          | 20       | 3        |
| New York City                 | 2021     | MLS                    | 26        | 7         | 0     | 0    | 1          | 0          | 27       | 7        |
| New York City                 | Összesen | Összesen               | 93        | 28        | 2     | 1    | 4          | 0          | 99       | 29       |
| Los Angeles                   | 2022     | MLS                    | 6         | 2         | 0     | 0    | —          | —          | 6        | 2        |
| Omónia Nicosia                | 2022–23  | Cypriot First Division | 3         | 0         | 0     | 0    | —          | —          | 3        | 0        |
| Összesen                      | Összesen | Összesen               | 213       | 47        | 9     | 4    | 23         | 1          | 245      | 52       |

### A válogatottban
| Válogatott | Év       | Pályára lépés | Gól |
| ---------- | -------- | ------------- | --- |
| Líbia      | 2018     | 3             | 0   |
| Líbia      | 2019     | 1             | 0   |
| Összesen   | Összesen | 4             | 0   |

## Sikerei, díjai
Rheindorf Altach
- 2. Liga
  - Feljutó (1): 2013–14

Austria Wien
- Osztrák Bundesliga
  - Ezüstérmes (1): 2016–17

New York City
- MLS
  - Bajnok (1): 2021